# Iszapár

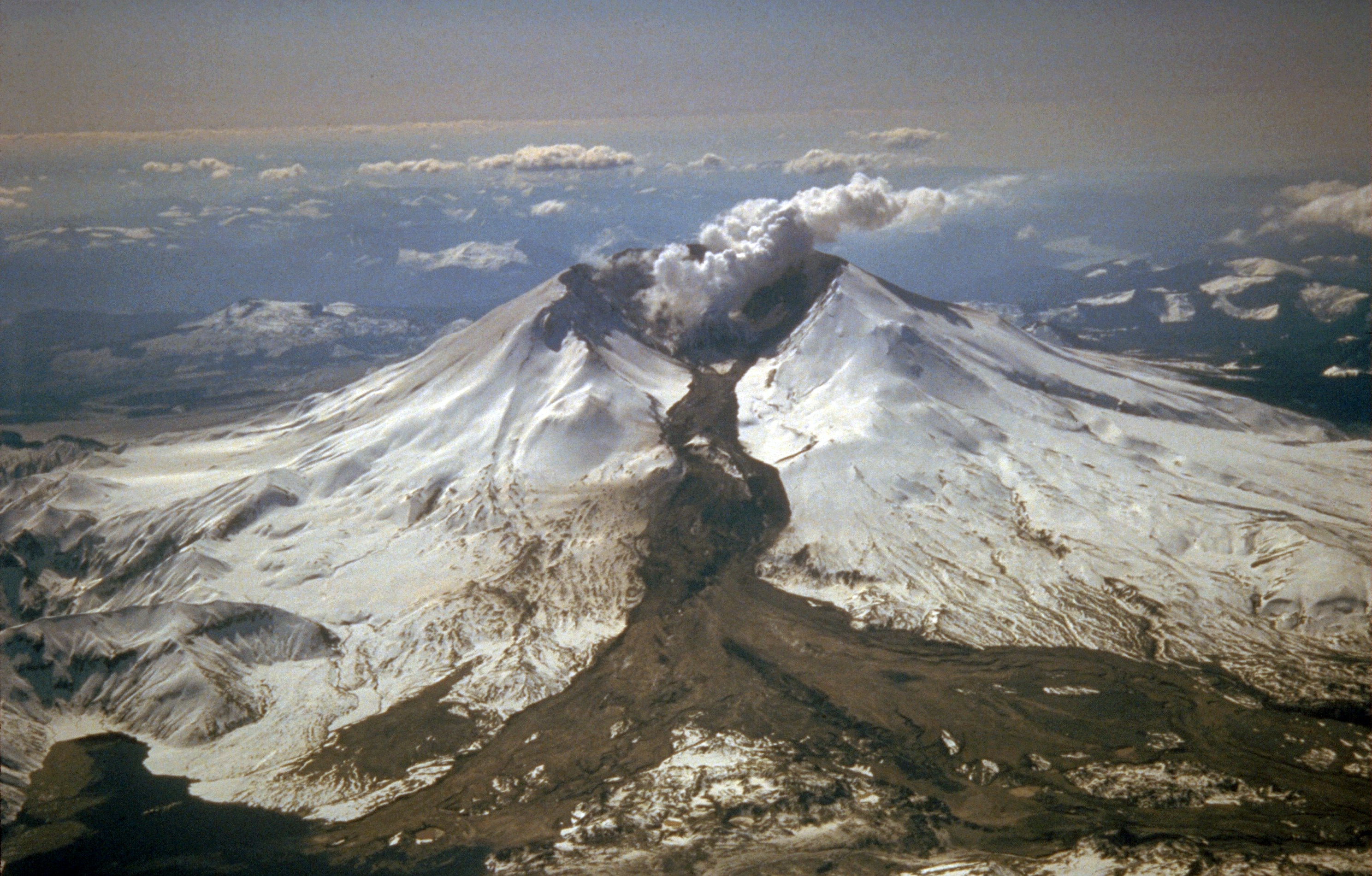
Lahar a Mount Saint Helens oldalán 1982-ben

Az iszapár (jávai nyelven lahar) a magas vulkánok környezetét fenyegető iszapáradat. A laharok a hegyet alkotó törmelékből, több méteres kőtömbökből, illetve vízből állnak össze. A vulkáni iszapáradat akár 100 km/h-s sebességet is elérhet, így rövid idő alatt eléri az alacsonyabban fekvő területeket, ahol elveszíti lendületét. A folyómedrekbe jutó a laharok akár több tíz kilométeres távolságba is elérhetnek.

## Kialakulás
Laharok többféle módon is keletkezhetnek:
- A magas vulkánok esetében a vulkáni működés megolvasztja a csúcson felhalmozódott havat, és a keletkezett víz fellazítja a hegyoldal laza vulkáni anyagát.
- Egy-egy jelentős, a vulkán csúcsrégióit érintő csapadékhullás is vezethet iszapár kialakulásához.
- A vulkáni aktivitás felforralja a talajvizet, amely felfelé törve megbontja a hegyoldal kohézióját.
- A vulkáni krátertavak természetes gátjainak átszakadásával.

## Ismert katasztrófák

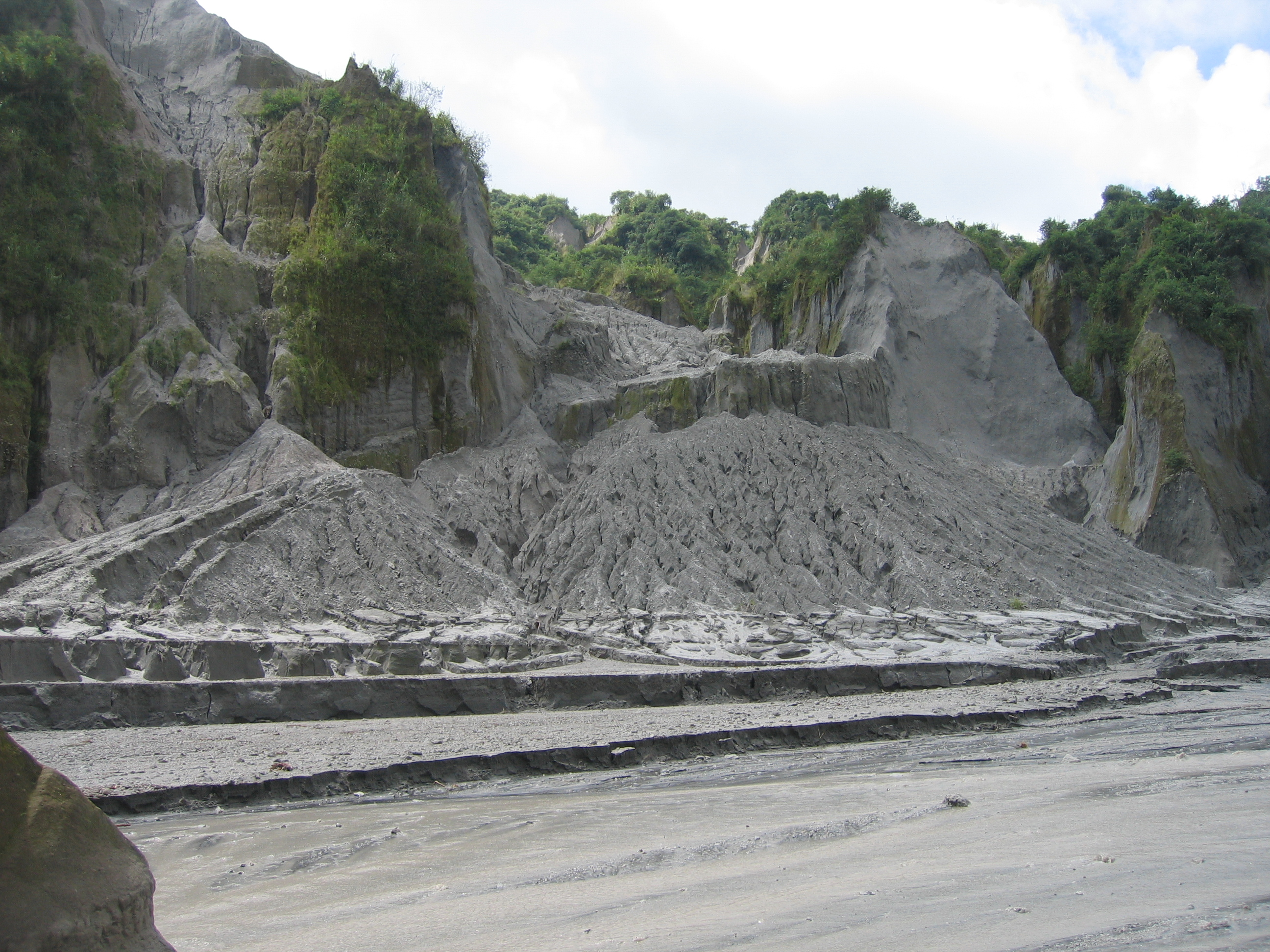
Lahar a Pinatubo hegy oldalában

- Új-Zélandon 1953. december 24-én egy lahar elsodorta a Tangiwai vasúti hidat. A nem sokkal később odaérkező Wellington-Auckland gyorsvonat a mélybe zuhant. 151 utasa életét vesztette; közülük sokak holttestét sem találták meg.
- A Mount Saint Helens vulkán 1980-as kitörése során a hegy oldalán lezúduló lahar az 50 kilométernyire lévő Columbia folyónál ért véget.
- 1985. november 13-án a kolumbiai Nevado del Ruiz vulkán iszapárja a 47 kilométernyire lévő Armero nevű városkát elsodorván az ott lakó 28 700 ember kétharmadának-háromnegyedének halálát okozta. A sárfolyam 5 méter magasan terítette be a várost.
- 1998. október 30-án a Mitch hurrikán következtében a nicaraguai San Cristóbal vulkán komplexumához tartozó Casita vagy Casitas nevű csúcsról indult egy iszapár. Az áldozatok számáról különböző információk állnak rendelkezésre: 1560, 2000 vagy több mint 4000.[1][2][3]
- 2007 márciusában az új-zélandi Ruhapehu vulkán laharja több várost is elöntött. Emberéletben nem esett kár, mivel a hatóságok a katasztrófa előtt minden lakót kitelepítettek a Whangaehu folyó völgyéből.

## Védekezés

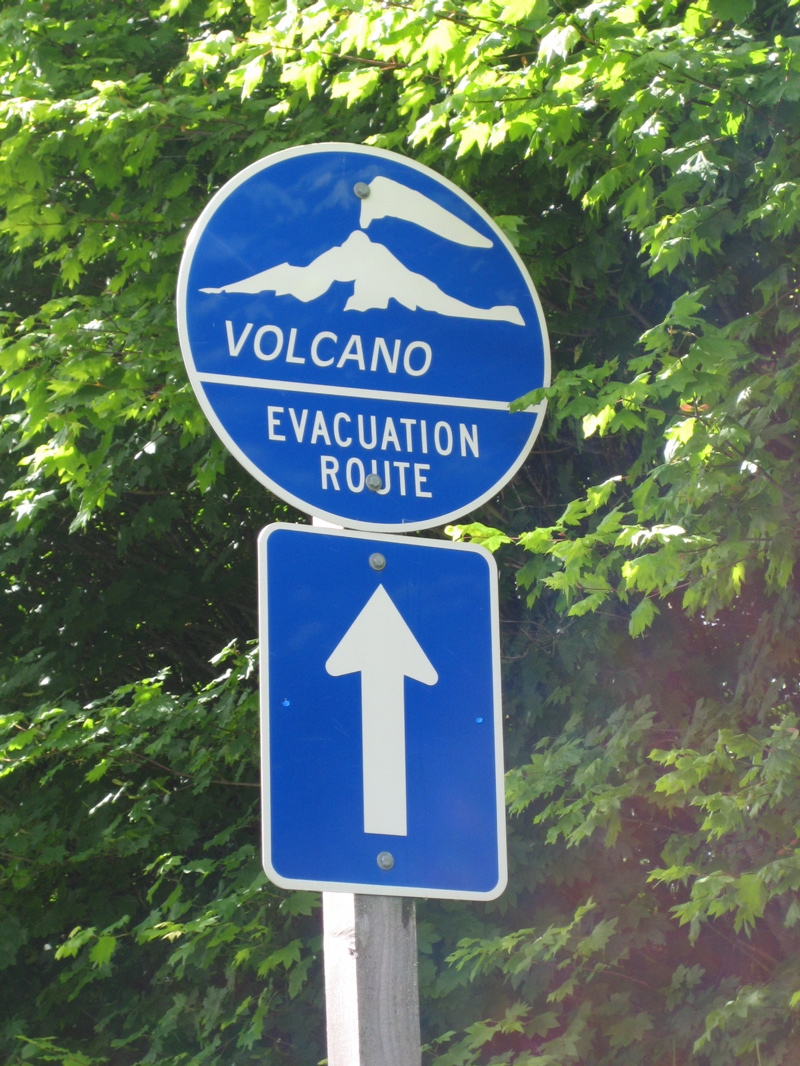
Kijelölt menekülési útvonal a Mount Rainier közelében

Laharok a kialakulásuknak kedvező helyeken rendszeresen előfordulnak, ezért több helyen laharriasztó rendszert telepítettek. Ilyen riasztórendszer működik az amerikai Mount Rainier, az új-zélandi Ruapehu-hegy, illetve az indonéz Galunggung körzetében. A riasztásra szükség is van, mivel a vulkánok környéke egyre sűrűbben lakott, egyes települések pedig egyenesen korábbi laharok maradványaira települtek.
A laharok ellen csak az érintett terület kiürítésével lehet védekezni. A pontos előrejelzéshez időjárási megfigyelésekre, a csúcson jelen lévő vízmennyiség ismeretére, illetve a vulkáni működés megfigyelésére van szükség. A kijelölt menekülőutakat a magasabban fekvő területeken vezetik át, hogy a lefelé törekvő sárfolyamokat elkerüljék, illetve elkerülik a környékbeli vízfolyások hídjait is. A riasztás esetén életbe lépő kiürítési terveket a helyi lakossággal előzetesen ismertetik és rendszeresen tartanak gyakorlatokat is.